# Нововоронцовская поселковая община
Нововоронцовская поселковая община (укр. Нововоронцовська селищна громада) — территориальная община в Украине, в Бериславском районе Херсонской области с административным центром в поселке Нововоронцовка.
Площадь территории — 465,4 км², население общины — 12 343 человека (2020 г.).
Создана в 2020 году, согласно распоряжению Кабинета Министров Украины № 726-р от 12 июня 2020 года «Об определении административных центров и утверждении территорий территориальных общин Херсонской области», путём объединения территорий и населённых пунктов Нововоронцовского поселкового, Любимовского, Миролюбовского, Нововоскресенского, Осокоровского и Крещеновского сельских советов Нововоронцовского района Херсонской области.

## Населенные пункты
В состав общины вошёл посёлок Нововоронцовка, сёла Любимовка, Миролюбовка, Нововоскресенское, Осокоровка, Петровка, Трудолюбовка, Крещеновка, Шевченковка и посёлок Ленинское.